# Zenica (kommun)
Kommunen Zenica (bosniska: Grad Zenica, kyrillisk skrift: Град Зеница) är en kommun i kantonen Zenica-Doboj i centrala Bosnien och Hercegovina. Kommunen hade 110 663 invånare vid folkräkningen år 2013, på en yta av 550,30 km².
Av kommunens befolkning är 84,03 % bosniaker, 7,48 % kroater, 2,42 % bosnier, 2,18 % serber och 0,73 % romer (2013).

## Vänorter
Kommunen har följande partnerstadsavtal:
- Gelsenkirchen, Tyskland (1969)
- Hunedoara, Rumänien (1974)
- Üsküdar, Turkiet (1995)
- Karşıyaka, Turkiet (1995)
- Luleå, Sverige (1997)
- Zalaegerszeg, Ungern (1999)
- Fiorenzuola d'Arda, Italien (2001)
- Veles, Nordmakedonien (2012)
- Jajce, Bosnien och Hercegovina (2013)